# Czernichów (Powiat Żywiecki)
Czernichów ist ein Dorf im Powiat Żywiecki der Woiwodschaft Schlesien in Polen. Es ist namensgebend für die gleichnamigen Landgemeinde mit etwas mehr als 6800 Einwohnern.
Sitz der Gemeinde ist das kleinere Dorf Tresna.

## Gemeinde
Die Landgemeinde (gmina wiejska) erstreckt sich über 56,26 km² und gliedert sich vier Dörfer mit Schulzenämtern. Die Gemeinde liegt an der Nordspitze des Powiats, im Süden grenzt dieser an die Slowakei.